# Andreas Hinkel
Andreas Benjamin Hinkel (* 26. März 1982 in Backnang) ist ein ehemaliger deutscher Fußballspieler und heutiger -trainer. Den größten Teil seiner Laufbahn verbrachte er beim VfB Stuttgart, bei dem er auch als Trainer tätig war. Für die deutsche Nationalmannschaft bestritt er insgesamt 21 Spiele. Von März 2023 bis Januar 2025 war er Co-Trainer der belgischen Nationalmannschaft unter Domenico Tedesco.

## Karriere als Spieler

### Anfänge
Andreas Hinkel begann das Fußballspielen beim TSV Leutenbach, für den er von 1987 bis 1992 seine ersten Jahre Vereinsfußball spielte. Als Zehnjähriger (1992) wechselte er zum VfB Stuttgart. Er gewann mit den Jugendmannschaften des VfB zwei Titel: 1996 wurde er mit der C-Jugend süddeutscher Meister, 1999 konnte er mit den B-Junioren die deutsche Meisterschaft feiern.

#### VfB Stuttgart (2000–2006)
In der Bundesliga-Saison 2000/01 wurde Hinkel vom VfB Stuttgart mit einem Profi-Vertrag ausgestattet. Am 15. Februar 2001 kam Hinkel im UEFA-Pokal-Spiel gegen Celta Vigo (0:0) zu seinem ersten Pflichtspieleinsatz. Drei Tage später bestritt Hinkel sein erstes Bundesligaspiel gegen Hertha BSC. In der folgenden Woche stand er auch im Rückspiel bei Celta Vigo in der Startelf, es war das letzte Spiel von Ralf Rangnick als VfB-Trainer. Der Rechtsverteidiger kam unter dem neuen Trainer Felix Magath in den letzten zwölf Bundesligaspielen der Saison neunmal zum Einsatz und hatte so seinen Anteil am Klassenerhalt.
Hinkel gehörte zu den „Jungen Wilden“ des VfB Stuttgart, die 2003 Vizemeister wurden. Zum Ende seiner Zeit beim VfB kam er nur noch selten an seine zuvor teils als herausragend eingestuften Leistungen heran.

#### FC Sevilla (2006–2008)
Nach 14 Jahren beim VfB Stuttgart beschloss Andreas Hinkel 2006, eine neue Herausforderung anzunehmen. Er wechselte zum FC Sevilla – just in der erfolgreichsten Zeit der Clubgeschichte: Sevilla gewann mit Hinkel 2007 den UEFA-Pokal. Hinkel spielte in acht Partien, allerdings nicht im Finale. Außerdem gewann er mit Sevilla den spanischen Pokal und beendete die Saison der spanischen Primera Division auf dem dritten Platz.
In der Saison 2007/08 lief es für Hinkel sportlich nicht mehr so erfolgreich und nach der Vertragsverlängerung seines damaligen Konkurrenten Dani Alves in Sevilla wurden Hinkels Einsätze seltener. Auch aufgrund mehrerer Verletzungen bestritt Hinkel in den eineinhalb Jahren in Sevilla insgesamt nur 32 Pflichtspiele, 15 davon in der spanischen Liga.

#### Celtic Glasgow (2008–2011)
Hinkel orientierte sich wieder neu und wechselte im Januar 2008 für eine Ablösesumme von 1,9 Mio. £ zum schottischen Club Celtic Glasgow unter Trainer Gordon Strachan. Er war nach Andreas Thom der zweite Deutsche in der Vereinsgeschichte von Celtic. Hinkel konnte sich durchsetzen, wurde sofort Stammspieler und wurde mit Celtic Schottischer Meister 2008. Ein Jahr später musste Celtic in der schottischen Meisterschaft den Lokalrivalen Glasgow Rangers den Vortritt lassen, dafür gewann der Club den schottischen Ligapokal. Hinkel bereitete in der Saison 2008/09 sieben Tore vor und wurde in die Mannschaft der Saison gewählt. Bis zum Ende der Saison 2009/10 kam Hinkel auf 79 Ligaeinsätze, bei denen er ein Tor erzielen konnte.
Im Spätsommer 2010 erlitt er einen Kreuzbandriss. Hinkel konnte erst im Frühjahr 2011 wieder ins Mannschaftstraining einsteigen, kam jedoch zu keinem Einsatz in der Saison 2010/11. Da sein Vertrag bei Celtic nicht verlängert wurde, war er seit Juli 2011 vereinslos. Um sich fit zu halten, trainierte Hinkel seit August 2011 bei seinem ehemaligen Verein VfB Stuttgart.

#### SC Freiburg (2011–2012)
Am 6. Oktober 2011 verpflichtete der SC Freiburg den vereinslosen Hinkel und schloss mit ihm einen Vertrag bis zum 30. Juni 2012. Allerdings konnte Hinkel sich beim SCF nicht durchsetzen und kam vor allem nach dem Trainerwechsel von Marcus Sorg auf Christian Streich kaum noch zum Einsatz, weshalb sein Vertrag in Freiburg nicht mehr verlängert wurde. Im September 2012 beendete er seine Laufbahn als Profifußballer.

### Nationalmannschaft
Das Jahr 2003 war für Andreas Hinkel nicht nur mit dem VfB Stuttgart erfolgreich, es war auch das Jahr seines Debüts in der Nationalelf am 30. April gegen Serbien und Montenegro (1:0) unter dem damaligen DFB-Teamchef Rudi Völler.
2004 stand er im Kader der EM in Portugal, wurde aber dort nicht eingesetzt. Ab Herbst 2005 wurde Hinkel vorerst nicht mehr für die Nationalelf berücksichtigt. Er verpasste die Weltmeisterschaft 2006 sowie die Europameisterschaft 2008.
Im September 2008 wurde Hinkel von Bundestrainer Joachim Löw nach dreijähriger Abstinenz wieder in die Nationalmannschaft berufen und kam in Helsinki beim WM-Qualifikationsspiel am 10. September 2008 gegen Finnland (3:3) zu einem Kurzeinsatz. Es folgten noch drei weitere Einsätze für die Nationalelf. Sein letztes Spiel in der Nationalmannschaft absolvierte er am 2. Juni 2009.

## Karriere als Trainer
Hinkel war in der Saison 2013/14 Nachwuchstrainer der U12 und Co-Trainer der U16 des VfB Stuttgart. In der Saison 2014/15 war er Co-Trainer der U17 des VfB Stuttgart.
Im Januar 2016 kehrte Hinkel als Co-Trainer der zweiten Mannschaft zum VfB zurück. Vor der Rückrunde der Regionalligasaison 2016/17 beförderte der Verein ihn zum Cheftrainer des VfB II, der sich zu diesem Zeitpunkt auf dem zwölften Tabellenplatz befand. Daraufhin führte er die zweite Mannschaft in seiner Debütsaison auf den siebten Platz. Die Spielzeit 2017/18 beendete Hinkel mit dem VfB II trotz zahlreicher Abgänge, die wegen der bevorstehenden Umwandlung zur U21 erfolgten, auf dem zehnten Platz. Daraufhin legte er das Amt des Cheftrainers bei der zweiten Mannschaft zunächst nieder, um sich auf die im Juni 2018 begonnene Ausbildung zum Fußballlehrer zu konzentrieren.
Nach der Entlassung des Cheftrainers der Profimannschaft, Tayfun Korkut, übernahm Hinkel mit Athletiktrainer Matthias Schiffers, Torwarttrainer Marco Langner und Andreas Schumacher am 7. Oktober 2018 interimistisch die Leitung der ersten Mannschaft. Bereits zwei Tage später wurde Markus Weinzierl als neuer Cheftrainer vorgestellt. Anfang Januar 2019 kehrte er unter diesem als Co-Trainer ins Trainerteam des VfB Stuttgart zurück.
Kurz nach seinem erfolgreichen Abschluss des DFB-Trainerlehrgangs übernahm er Anfang April 2019 den Trainerposten bei der Zweiten Mannschaft des VfB in der viertklassigen Regionalliga Südwest und stieg am Saisonende mit der Mannschaft in die Oberliga ab. Anschließend verließ er den VfB Stuttgart.
Mitte Oktober 2019 fand Hinkel eine Anstellung beim russischen Erstligisten Spartak Moskau als Assistent des neuen Cheftrainers Domenico Tedesco. Anfang Dezember 2021 folgte er Tedesco als Co-Trainer zu RB Leipzig. Am Saisonende gewannen sie den DFB-Pokal. Nach einem Fehlstart in die Saison 2022/23 wurden Tedesco und Hinkel Anfang September 2022 freigestellt. Im März 2023 wurde Hinkel erneut Assistenztrainer von Tedesco, diesmal bei der belgischen Nationalmannschaft.

## Erfolge
- C-Jugend: Süddeutscher Meister mit dem VfB Stuttgart 1996
- B-Jugend: Deutscher Meister mit dem VfB Stuttgart 1999
- UEFA-Intertoto-Cup-Sieger mit dem VfB Stuttgart 2002
- Deutscher Vizemeister mit dem VfB Stuttgart 2003
- UEFA-Super-Cup-Sieger mit dem FC Sevilla 2006
- UEFA-Pokal-Sieger mit dem FC Sevilla 2007
- Spanischer Pokalsieger mit dem FC Sevilla 2007
- Spanischer Supercup-Gewinner mit dem FC Sevilla 2007
- Schottischer Meister mit Celtic Glasgow 2008
- Schottischer Ligapokalsieger mit Celtic Glasgow 2009
- Schottischer Pokalsieger mit Celtic Glasgow 2011